# Projekt Venus
Projekt Venus (v anglickém originále The Venus Project) je organizace, kterou založil americký multidisciplinární vědec a filozof, sociolog, architekt, designér, sociální inženýr, pedagog a futurolog Jacque Fresco s cílem vylepšit společenské uspořádání pomocí tzv. ekonomiky založené na zdrojích (Resource Based Economy). Systém ekonomiky založené na zdrojích se snaží propojit dlouhodobě samostatně udržitelná města s dlouhodobě udržitelnými hodnotami, energetickou efektivností, kolektivními farmami, s řízeným využíváním obnovitelných přírodních zdrojů a vyspělou automatizací a robotizací.
Projekt získal své jméno podle města Venus na Floridě; zde se poblíž jezera Okeechobee nachází výzkumné centrum Projektu Venus, jež tvoří deset staveb, které navrhl Fresco a které mj. slouží jako konkrétní ukázka Frescovy architektury.
V roce 2006 vznikl film o životě a díle Jacquea Fresca „Budoucnost podle designu“ (režie W. Gazecki).

## Historie
Projekt Venus začali realizovat Jacque Fresco a bývalá portrétistka Roxanna Meadows ve Venusu na Floridě (USA) v roce 1975. 
Tento projekt má dvě části: první s názvem „Budoucnost podle designu / Future by Design“ a druhou: neziskovou organizaci „Venus Project Inc. / Global Cybervisions Inc.“.

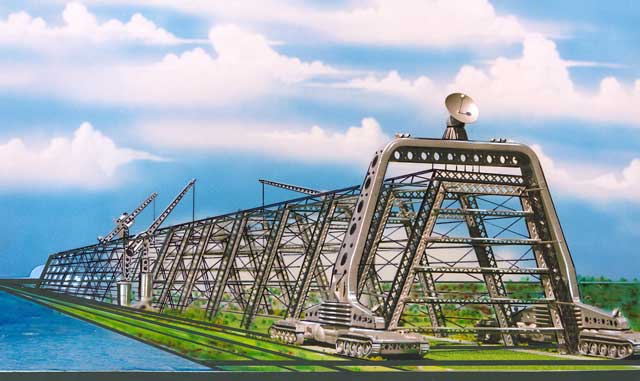
Jeden z technických návrhů Jacqua Fresca na systém rychlejší a zautomatizované výstavby budov

Projekt Venus byl založen jako snaha ukázat světu, že společnost dokáže fungovat i bez peněžního systému, který je původcem většiny problémů dnešní doby (násilí motivované penězi, války, znečišťování prostředí, otroctví obyvatelstva rozvojových zemí, hlad apod.). Jako lidstvo disponujeme technologiemi, kterými jsme schopni zajistit dostatek "všeho" pro každého. Jedinou překážkou uvedení těchto technologií do praxe je sociálně ekonomická stavba naší společnosti (neboli peníze). Projekt Venus se snaží o stavbu kompletního soběstačného města dle návrhu Jacquea Fresca řízeného automatizovaným systémem (počítačovým algoritmem). Namísto finančního systému Fresco navrhuje systém ekonomiky založené na zdrojích, což je ekonomika, ve které je veškerý průmysl provozován v závislosti na zdrojích planety, potřebách lidstva a životním prostředí. V této ekonomice by byla životní úroveň každého člověka na planetě srovnatelná s životní úrovní dnešních velmi bohatých lidí.

## Ekonomická stránka
Projekt Venus je založen na efektivní produkci a poskytování volného přístupu k ní, bez nutnosti zaměstnání jako způsobu získávání oběživa. Ke zjišťování nabídky a poptávky nejsou používány peníze a cenový systém, ale přímé digitální sledování poptávky lidí a nabídky automatizovaného průmyslu. Města jsou navržena jako organismus, schopný přenášet data počítačovou sítí a produkty soustavou vlaků, automatické městské hromadné dopravy a potrubní pošty. Průmysl i města jsou navržena k efektivnímu využívání změřené nosné kapacity prostředí a tedy odstranění nedostatku, který by si jinak vyžádal zavedení systému práce, odměn, oběživa a cen.
Projekt Venus často čelí kritice ekonomů, kteří jej viní z opomíjení problému ekonomické kalkulace. Projekt Venus však není centrálně řízen ani netrpí problémem vzácnosti. Projekt Venus nemá trh více či méně nedostatkového zboží, ale spíše decentralizovaný fond zboží průběžně produkovaného podle přiměřeně naddimenzované a zároveň velmi variabilní výrobní kapacity. Nejde tedy o další ekonomickou či politickou ideologii, ale o důsledné využívání možností současných automatizačních a digitálních technologií podobným způsobem, jak tomu je dnes v menší míře v některých japonských továrnách.
Ekonomové však čelí ze strany Projektu Venus stejně ostré kritice, kvůli propagaci zastaralých metod organizace výroby a motivace lidí, které vedou k poklesu životní úrovně, stresu, duševním poruchám, nerovnoměrné koncentraci bohatství, motivaci lidí ke zločinu, materialisticky zaměřené kultuře a podobně. Projekt Venus odmítá jakoukoliv formu oběživa a peněz jako prostředek, který neřeší problém nedostatku (ekonomické vzácnosti) a postupně podřizuje svému vlivu veškeré oblasti lidského života.

## Polemika
Existuje možná souvislost Projektu Venus a nebezpečí technokratických systémů a také nebezpečí tzv. tragédie obecní pastviny (tragedy of the commons). Garrett Hardin na začátku své eseje Tragédie obecní pastviny zmiňuje problémy, které nelze řešit technickými prostředky. Vztahuje se k nim i samotný podtitul práce Populační problém nemá technické řešení, nýbrž vyžaduje zásadní změny ve společenských zásadách.

## Odpovědi na polemiku
Podle zastánců filosofie Projektu Venus možnost technokracie nehrozí, automatizované systémy musí být totiž navrženy jako maximálně jednoduché, odolné a schopné se samy udržovat nebo vyměnit v případě poruchy. V současné době tomu brání peněžní systém, který nutí výrobce zavádět provizorní řešení a lidskou práci kvůli krátkodobé návratnosti investic do výroby. Projekt Venus bývá proto přirovnáván spíše ke kosmickému a armádnímu inženýrství, které mají jiné priority, než tržní produkty.
Dále, Fresco propaguje celostní praktickou koncepci vzdělání, které umožní civilizaci udržovat i vybudovat po technické, sociální a kulturní stránce efektivněji, než je tomu dnes například po přírodních katastrofách. Lze očekávat, že v budoucnu se budou zaměstnání a obory vyvíjet, obměňovat a nahrazovat ještě rychleji, než dnes. Proto Fresco klade důraz na vzdělání v podobě vědce-generalisty a promlouvá proti přílišné specializaci.
Na problém tragédie obecní pastviny odpovídá Projekt Venus zásadou všeobecného a neustálého průzkumu stavu a nosné kapacity prostředí (od satelitů po mikrosenzory, tzv. "chytrý prach"). Propracovaná dopravní infrastruktura navíc umožní využívat kapacitu prostředí na mnohem větším území a nepřetěžovat nejbližší oblasti. Podstatným faktorem je také neexistence potřeby sociálního zabezpečení ani osobního zisku, která by lidi motivovala prostředí zatěžovat nadměrným využíváním. Projekt Venus využívá efektu, který popsal již psycholog Abraham Maslow ve své Hierarchii potřeb. Lidské potřeby jsou sestaveny do hierarchie nebo pyramidy. Jakmile jsou nižší potřeby uspokojeny, část lidí se přesouvá na vyšší úroveň. Nižší úrovně jsou materiálně náročné, avšak omezené. Nad nimi převládají potřeby spíše společenského, osobního a intelektuálního rázu, které materiálně a tedy ekonomicky náročné nejsou. Z materiálního hlediska tedy neplatí, že by lidské potřeby byly nekonečné.
K populačnímu problému se vztahuje standardní model demografické revoluce, který způsobuje stabilní pokles populace, jakmile dojde ke zvýšení životní úrovně, jak se tomu dnes děje v evropské populaci. Populace se vyvíjí podle toho, jak významnou roli zastává manuální lidská práce. V zemích tzv. třetího světa je role lidské práce značná, v průmyslových oblastech již méně. V modelu Projektu Venus je nedobrovolná práce považována za plýtvání, neboť stroje dokáží lidskou práci nahradit a předčit v každém ohledu. Lze předpokládat, že Projekt Venus populační problém může vyřešit. Podstatná část práce J. Fresca se zabývá vlivem prostředí na lidské chování. Design prostředí za účelem odstranění příčin sociálně-patologických kulturních jevů je neoddělitelným aspektem Projektu Venus.

## Dokumentární filmy

### Hnutí Zeitgeist (The Zeitgeist Movement)
Projekt Venus byl prezentován ‒ jakožto možné řešení globálních problémů ‒ v dokumentárním filmu Zeitgeist: Addendum (2008) a také v první polovině filmu Zeitgeist: Moving Forward (2011). Film Zeitgeist: Addendum měl premiéru 2. října 2008 na 5. ročníku filmového festivalu Artivist v Los Angeles, kde získal nejvyšší ocenění. Tento film byl následně (4. října 2008) zveřejněn zdarma na serveru Google Video. Po uvedení tohoto filmu byla založena také organizace Zeitgeist Movement, a to s cílem podporovat právě Projekt Venus. Hnutí Zeitgeist fungovalo jako aktivistické křídlo Projektu Venus. Nicméně v dubnu 2011 se Projekt Venus s hnutím Zeitgeist formálně rozešel, neboť se už necítil být tímto hnutím dále plně reprezentován.